# Eduard Honrath
Eduard Gustav Honrath (11 de agosto de 1837, em Coblenz - 19 de abril de 1893, em Berlim) foi um entomologista alemão especializado em Lepidoptera, particularmente Parnassius.

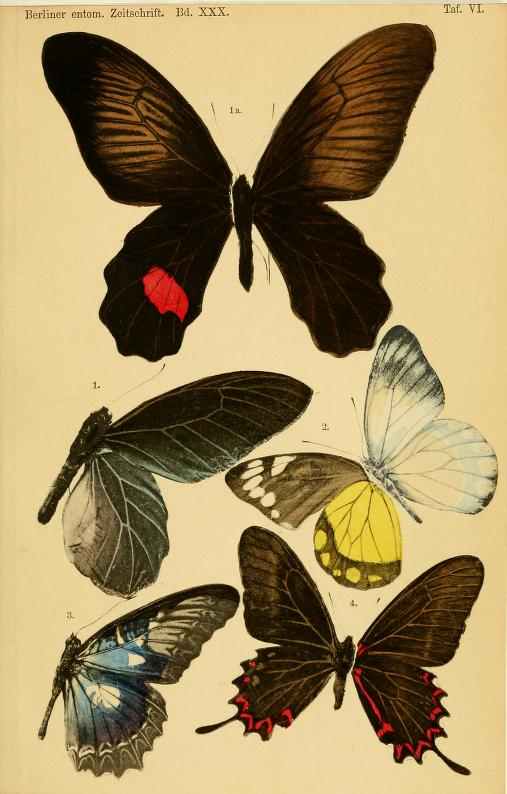
Ilustrações de borboletas por Eduard Honrath

Honrath era um conhecido negociante de arte em Berlim. Entre suas realizações entomológicas, ele descreveu Parnassius graeseri (1885) (agora Parnassius bremeri graeseri (uma subespécie), Parnassius stenosemus e Papilio neumoegeni (ambos em 1890) no Berliner Entomologische Zeitschrift. Foi membro da Sociedade Entomológica de Berlim e seu presidente por muitos anos.